# Протетична стоматология
Протетичната стоматология е дял от стоматологията, който се занимава с възстановяване на тъканите на зъбите, замяна на липсващи зъби и възстановяване на структурата и функциите на челюстите.

## История
Зъбното протезиране е изобретено от френски хирург Пиер Фошар в края на XVII век. Фошар открива множество начини за замяна на лиспващи зъби. Той изработва зъбни протези от слонова кост. Фошар също така изобретява брекетите за коригиране на захапката. Изработва ги от златна тел и копринени нишки. 
Френският фармацевт Алексис Дюшато заедно с френския зъболекар Никола Дюбуа дьо Шеман изработват първите порцеланови зъби през 1774 година.

## Типове протезиране
Има три вида зъбно протезиране:
- Неподвижно протезиране. Към неподвижните протези се отнасят коронките, имплантите, мостовидните протези и винирите. Неподвижните протези най-често се прикрепят към съществуващи зъби. Емпиричното правило е, че всеки зъб може да поглъща дъвкателното налягане на друг зъб. За замяна на два зъба е необходимо наличието на два опорни зъба.[4] Индивидуалните зъбни коронки не са зъбни протези, те служат за запазване на зъбите. В медицинската система обикновено те се обозначават като протези поради финансови съображения.
- Подвижно протезиране. Използва се за протезиране на челюсти без зъби.
- Комбинирано протезиране.

## Възстановяване на тъканите
През 2015 година изследователите от японския Университет за физикохимични изследвания заедно с колеги от Медико-стоматологичния университет в Токио успяха да създадат няколко нови зъба от тъканите на мишка и да ги имплантират в челюстта на мишка.